# Гміна
Гміна (пол. gmina, від нім. Gemeinde, «спільнота; громада») — адміністративна одиниця в Польщі, місто, село або група сіл і міст. Назва походить від нім. Gemeinde — спільнота, громада. Еквівалентом гміни в українському адміністративно-територіальному устрої є громада.
По суті, гміна є самоврядною громадою мешканців певної території. Іноді поняття застосовується до інших самоврядних громад (релігійна громада, шкільна громада). Керівництво гміни складають: рада гміни, що обирається на загальних виборах місцевого самоуправління, а також правління, що обирається радою гміни і здійснює виконавчу владу в гміні. У сільських гмінах голова зветься війт (пол. wójt), в невеликих містечках — бурмістр (пол. burmistrz), а в великих — президент (пол. prezydent).
До компетенції гміни належать, зокрема, початкові школи, дитсадки, бібліотеки, будинки культури, місцевий транспорт, гмінні дороги, управління ринками, охорона здоров'я.
Керівництво гміни відповідає за порядок і безпеку на своїй території, в його віданні перебувають дороги місцевого значення, організація комунального господарства, і т. д. У результаті останньої реформи тепер до компетенції гміни належать також фінансові кошти.
3 1990 року гміна є найменшою самоврядною територіальною одиницею. Функціонує гміна на підставі статуту, який визначає її устрій, права та обов'язки. гміна може бути сільською, місько-сільською або міською. гміна має право утворювати допоміжні додаткові структурні мікрорайони, які мають назви: дільниця (пол. Dzielnica), солтиство (пол. Sołectwo) та поселення (пол. Osiedle).
2025 року на території Польщі функціонувало 2,479 гмін: 1,459 сільських, 718 місько-сільських та 302 міських (при загальній кількості міст 1020, з них 66 — міст на правах повіту).

## Історія
Гміна також була первинною адміністративною одиницею в довоєнній Польщі (включно з Галичиною та Волинню). В Галичині до 1 серпня 1934 року позначала окреме село (з присілками і хуторами), пізніше — групу сусідніх сіл (поняття стало рівнозначним волості).